# Dziecięco-młodzieżowa szkoła sportowa
Dziecięco-młodzieżowa szkoła sportowa, ros. Детско-Юношеская Спортивная Школа, ДЮСШ, niem. Kinder- und Jugendsportschule, KJS – typ szkoły sportowej wprowadzony w ZSRR, później naśladowany w krajach socjalistycznych, np. NRD. Jednym z wariantów jest dziecięco-młodzieżowa szkoła rezerw olimpijskich.